# Bølgefunktion
Den kvantemekaniske bølgefunktion er den måde, en partikel beskrives på i kvantemekanikken som formuleret med Erwin Schrödingers ligning. Bølgefunktionens værdier er generelt komplekse, og bølgefunktionen er således ikke målbar i sig selv, men den kan relateres til partiklens sandsynlighedstæthedsfunktion {\displaystyle \rho } ved Born-relationen:
{\displaystyle \rho =\Psi ^{*}\Psi \equiv |\Psi |^{2}}
hvor {\displaystyle \Psi } er bølgefunktionen, og {\displaystyle \Psi ^{*}} er den komplekst konjugerede bølgefunktion. Hvis bølgefunktionen er en funktion af koordinaten {\displaystyle x}, er sandsynligheden {\displaystyle P} for at finde partiklen mellem punkterne {\displaystyle a} og {\displaystyle b} givet ved arealet under {\displaystyle \rho } i det område:
{\displaystyle P(a\leq x\leq b)=\int _{a}^{b}\rho (x)dx}
Dette står i modsætning til klassisk mekanik, hvor partiklen kun har én mulig position.
Det samlede areal under {\displaystyle \rho } er 1
{\displaystyle \int _{-\infty }^{\infty }\rho (x)dx=1}
svarende til 100 % sandsynlighed for at finde partiklen. For bølgefunktionen gælder dermed tilsvarende:
{\displaystyle \int _{-\infty }^{\infty }|\Psi |^{2}dx=1}
Bølgefunktionen kan altså bruges til at beregne forventningsværdien af en observabel. For positionen {\displaystyle x} er forventningsværdien {\displaystyle \langle x\rangle } - dvs. den gennemsnitlige værdi, hvis flere partikler i samme tilstand måles - givet ved
{\displaystyle \langle x\rangle =\int _{-\infty }^{\infty }\Psi (x)^{*}x\Psi (x)dx}
eller bare
{\displaystyle \langle x\rangle =\int _{-\infty }^{\infty }x\rho (x)dx}
Denne sidste omskrivning kan dog ikke gøres for alle observable. Generelt repræsenteres en observabel {\displaystyle Q} af en operator {\displaystyle {\hat {Q}}}, der virker på bølgefunktionen. Forventningsværdien er altså givet ved denne formel
{\displaystyle \langle Q\rangle =\int _{-\infty }^{\infty }\Psi ^{*}(x){\hat {Q}}\Psi (x)dx}
for enhver observabel.